# Ambrines
Ambrines település Franciaországban, Pas-de-Calais megyében. Lakosainak száma 212 fő (2022. január 1.). Ambrines Penin, Lignereuil, Maizières, Sars-le-Bois, Villers-Sir-Simon, Denier és Givenchy-le-Noble községekkel határos.

## Népesség
A település népességének változása:
| Lakosok száma | 254  | 265  | 253  | 239  | 226  | 221  | 217  | 212  | 212  |
|               | 2013 | 2015 | 2016 | 2017 | 2018 | 2019 | 2020 | 2021 | 2022 |